# Gregor Stähli

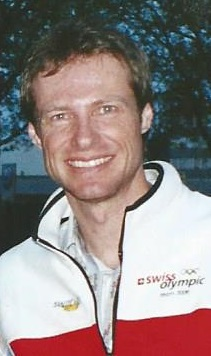
Gregor Stähli 2006

Gregor Stähli (* 28. Februar 1968 in Zürich) ist ein ehemaliger Schweizer Skeleton-Fahrer. Er wurde dreimal Weltmeister (1994, 2007, 2009) und gewann zwei olympische Bronzemedaillen.

## Karriere

### Karriere als Skeletonfahrer
1989 fuhr Stähli zum ersten Mal ein Skeletonrennen. Bereits im darauf folgenden Jahr gewann er eine Bronzemedaille an der Weltmeisterschaft in Königssee. 1992 wurde er in Calgary Vizeweltmeister, 1993 gewann er an der WM in La Plagne die Bronzemedaille, 1994 folgte der Weltmeistertitel in Altenberg. Nach diesen Erfolgen trat er zurück und widmete sich dem Studium der Betriebswirtschaftslehre an der Hochschule St. Gallen. Zwischendurch versuchte er sich im Bobsport sowie in der Leichtathletik und wurde 1995 an den Schweizer Meisterschaften Sechster im 100-Meter-Lauf.
Als er vernahm, dass Skeleton wieder eine olympische Sportart werde, versuchte er 1999 ein Comeback und konnte sich sofort wieder an der Weltspitze etablieren. So wurde er 2000 an der WM in Igls zum zweiten Mal Vizeweltmeister. Bei den Olympischen Winterspielen 2002 gewann er die Bronzemedaille. Es folgten je eine Silbermedaille an der Europameisterschaft 2004 in Altenberg und an der WM 2005 in Calgary sowie der Europameistertitel 2006 in St. Moritz. Bei den Olympischen Winterspielen 2006 wurde er zum zweiten Mal Dritter. Am Tag seines Geburtstages wurde Stähli an den Weltmeisterschaften 2009 in Lake Placid im Alter von 41 Jahren zum dritten Mal Weltmeister. Im Skeleton-Weltcup hat er zehn Rennen gewonnen, in der Saison 2001/2002 gewann er den Gesamtweltcup. Darüber hinaus ist er elffacher Schweizer Meister.
Nachdem Stähli wegen einer Oberschenkelverletzung seit November 2009 keine Wettkämpfe mehr hatte bestreiten können, gab er im November 2010 seinen Rücktritt bekannt.

### Karriere als Sportfunktionär
Zur Saison 2021/22 übernahm Stähli die Position des Geschäftsführers vom Olympia Bob Run St. Moritz–Celerina. Er wurde damit der Nachfolger von Damian Gianola.